# Al-Merreikh Omdurman
al-Merreikh Omdurman (auch al-Merrikh; arabisch نادي المريخ الرياضي, DMG Nādī l-Marrīḫ ar-riyāḍī) ist ein sudanesischer Fußballverein aus Omdurman. ‚al-Merrīch‘ bedeutet im Arabischen Mars.
al-Merreikh gehört zusammen mit al-Hilal Khartum und Al-Mourada SC zu den großen drei Mannschaften im sudanesischen Fußball.

## Liga
Der Verein spielt derzeit in der Sudan Premier League, der höchsten sudanesischen Spielklasse. Bisher konnte der Verein sich meistens auf den vorderen Rängen platzieren, so dass der Klub mehrmals an internationalen Wettbewerben wie der CAF Champions League, dem CAF-Pokal oder der Arabischen Champions League teilnehmen konnte.

## Erfolge
- Sudan Premier League: 18

1971, 1972, 1974, 1977, 1982, 1985, 1990, 1993, 1997, 2000, 2001, 2002, 2008, 2011, 2013, 2015, 2019, 2020
- Sudan Cup: 15

1991, 1993, 1994, 1996, 2001, 2005, 2006, 2007, 2008, 2010, 2012, 2013, 2014, 2015, 2018
- CECAFA Club Cup: 3

1986, 1994, 2014
- African Cup Winners’ Cup: 1

1989
- CAF Confederation Cup

Finalist: 2007

## Bekannte Spieler
- Jean-Paul Abalo (2007–2008)
- Paulinho (2007–2008)

## Trainerchronik
| \| 07/2003–06/2004 \| Carlos Roberto Pereira da Silva \| \| 07/2004–08/2006 \| nicht bekannt \| \| 09/2006–12/2007 \| Otto Pfister \| \| 01/2008–02/2009 \| Michael Krüger \| \| 01/2009–07/2009 \| Rodion Gačanin \| \| 07/2010–11/2010 \| Michael Krüger \| \| 12/2010–12/2011 \| Willi Kronhardt Hossam El-Badry \| \| 03/2012–12/2012 \| Heron Ricardo Ferreira \| \| 08/2013–02/2014 \| Michael Krüger \| \| 02/2014–2015 \| Otto Pfister \| |                                 |
| 07/2003–06/2004 | Carlos Roberto Pereira da Silva |
| 07/2004–08/2006 | nicht bekannt                   |
| 09/2006–12/2007 | Otto Pfister                    |
| 01/2008–02/2009 | Michael Krüger                  |
| 01/2009–07/2009 | Rodion Gačanin                  |
| 07/2010–11/2010 | Michael Krüger                  |
| 12/2010–12/2011 | Willi Kronhardt Hossam El-Badry |
| 03/2012–12/2012 | Heron Ricardo Ferreira          |
| 08/2013–02/2014 | Michael Krüger                  |
| 02/2014–2015 | Otto Pfister                    |